# Ксена
Ксе́на Амфіполійська (англ. Xena, промовляється «Зіна») — головна персонажка телесеріалу «Ксена: принцеса-воїн» і персонажка серіалу «Геркулес: Легендарні подорожі», феміністська та лесбійська ікона в феміністичній науковій фантастиці. Роль виконала новозеландська акторка Люсі Лоулес.

## Історія

### Передісторія
Вперше Ксена як персонажка з'явилася в одній із серій «Геркулес: Легендарні подорожі» як спокуслива й підступна войовниця, в наступних двох епізодах еволюціонуючи від злодійки до подруги і союзниці Геракла. Глядацький інтерес до неї був настільки великим, що згодом вона стала протагоністкою дочірнього серіалу «Ксена: принцеса-воїн». Попри те, що спочатку Ксена була захоплена ідеєю знищення Геракла й отримання титулу найвеличнішої воїтельки серед живих, вона програла у двобої улюбленому Зевсовому сину і стала на шлях спокути, усвідомивши, що егоїзм і жадоба не мають складати основу життя. У власному серіалі Ксена боролася проти тиранії та зла для того, щоб спокутувати темне минуле, захищаючи невинних і слабких. Багато епізодів із її минулого життя як злої войовниці представлені в серіалі як флешбеки (хоча багато що все одно лишилося таємничим).

## Рання історія
Єдина дочка власниці таверни Сирени, Ксена народилась і виросла у грецькому місті Амфіполіс, сучасні Халкідіки, у сім'ї з двома братами. Спочатку вона вважала, що її батько Атріус покинув сім'ю, коли вона була зовсім малою, але згодом виявилось, що Сирена вбила його, коли він намагався принести семирічну Ксену в жертву Аресові.
Коли Ксена була підліткою, на Амфіполіс напав воїн Кортес, що змусило деяких селян, включно зі старшим братом Ксени Торісом, утекти у напрямку гір. Сама ж Ксена з молодшим братом Лайкусом переконали решту мешканців залишитися і прийняти бій. Амфіполіс було врятовано, але Лайкус і багато інших загинули в битві. Через це між Сиреною та Ксеною пролягла тріщина, і Ксену осудили селяни.
Смерть улюбленого брата змусила Ксену покинути Амфіполіс і зайнятися створенням власної армії з метою помсти Кортесу. Вона борознила моря як піратка, коли зустріла Юлія Цезаря та молоду галльську рабиню-втікачку М'Лайлу, які глибоко вплинули на долю Ксени. Залишившись на кораблі Ксени, М'Лайла дала їй кілька уроків бойових мистецтв і навчила її використовувати затискання певних точок на тілі, що стало візитівкою бойового стилю Ксени. Цезаря ж Ксена взяла в заручники, отримала викуп і відправила назад до Риму, плануючи об'єднати зусилля в завоюванні світу з молодим офіцером. Але той зрадив її, повернувшись з армією та захопивши її корабель. Цезар розіп'яв Ксену з її людьми на березі, спостерігаючи за тим, як за його особистим наказом їй зламали ноги.
М'Лайла зняла Ксену з хреста і віднесла до цілителя Нікліо. Там їх виявили двоє римських солдат, які вбили галлійку (вона закрила Ксену своїм тілом, захищаючи її від стріли). Після смерті М'Лайли у неї на руках Ксена повністю звернулася до свого темного боку та вступила у сутичку з солдатами, вбивши їх (зламані ноги їй не завадили). Після порятунку скалічена і розлючена Ксена вирушила на Схід, де приєдналася до воїна Бораєса, котрий покинув заради нової коханки дружину та сина. Вдвох вони тероризували царство Чін (англ. Chin, більш відоме, як Китай), поки Ксена не відхилила союз із двома могутніми родинами Китаю — Мінг і Лао. Без відома Бораєса Ксена викрала сина Мінг-Зі, Мінг-Т'єн, заради викупу. Бораєс допоміг Мінг-Зі схопити Ксену, що збирався влаштувати на неї спортивне полювання.
Від вірної смерті Ксену врятувала мати Мінг-Т'єна, Лао Ма, жінка з величною духовною силою. За час, що вони провели разом, Лао Ма зцілила ноги Ксени і вигадала титул принцеси-воїна. Опікувана Лао Ма, Ксена майже позбулася частини своєї внутрішньої темряви, коли Бораєс знову повернувся в її життя. Стосунки між жінками зіпсувалися, коли Ксена вбила Мінг-Зі і спробувала вбити Мінг-Т'єна. З Лао Ма за спиною як ворогом Ксена і Бораєс змушені полишити царство Чін. Їх подальший шлях лежав у Японію, де для викупу вони викрали дівчинку Акемі. Ксена подружилася з Акемі, яка попросила навчити її методики перекривання кровотоку до мозку людини, що невідворотно призводило до смерті. Потім вона використала цей спосіб для вбивства свого тирана-батька Йодоші та скоїла сеппуку (ритуальне самогубство). П'яна і горююча Ксена спробувала доставити рештки Акемі до їхнього родинного склепу, але її зупинив натовп місцевих, які вважали, що, помістивши до склепу рештки батьковбивці, Ксена нанесе їм незмивну образу. Захищаючись, Ксена використала трюк з видиханням вогню. У результаті сталася сильна пожежа, що зруйнувала місто та погубила 40000 людей.
Повернувшись до північних земель (можливо до Сибіру), Ксена та Бораєс зустріли шаманку Алті, яка підштовхнула Ксену до зла, пообіцявши зробити її руйнівницею націй (англ. Destroyer of Nations). Ксена також була у дружніх стосунках з королевою амазонок Сайян, яка намагалася повернути її на шлях добра; але Ксена обрала Алті з її обіцянкою сили та вбила Сайян зі старійшинами амазонок, підбурювана шаманкою. Будучи вагітною від Бораєса, вона попрямувала завойовувати Коринф. Бораєс усе більше турбувався щодо зростаючої агресії Ксени, але зробити не міг нічого: до того часу вони розділили свої армії і Ксена мала більшу частину. Під Коринфом вони перетворились на ворогів після того, як він утримав її від різні кентаврів, з якими намагався вести перемовини. Коли прийшов час пологів, Бораєс спробував забрати Ксену з табору в надії на відновити стосунки. Попри добре укріплений табір армії Ксени, він зумів пробитися до її з дитиною шатра, але був убитий у спину її лейтенантом Дагніном; усвідомлення, що Бораєс повернувся за нею, тому що кохав її і їх майбутню дитину, значно вплинуло на Ксену: вона віддала своє дитя кентаврам для того, щоб воно виросло у мирі та спокої, подалі від її небезпечного впливу.
Невдовзі Ксена попрямувала на північ, до Скандинавії, де провела деякий час як валькірія Одіна і невдало спробувала заволодіти золотом Рейну, що дає необмежену силу та можливості. З іншого боку, до кінця не зрозуміло, чи це трапилося між часом її перебування в Японії і зустріччю з Алті, чи вже після смерті Бораєса. Під час періоду її життя, не зафіксованого в серіалі, Ксена отримала свою фірмову зброю, Шакрам Темряви, від бога війни Ареса. Після втрати армії під Коринфом вона зібрала нову, ступивши на шлях підкорення Греції.

## Серіальний період
Через 10 років після першого знайомства зі злом Ксена зустріла Геракла. Вона хотіла його вбити, але її армія раптово повстала проти неї після того, як вона зупинила свого лейтенанта Дарфуса від убивства дитини в одному з захоплених селищ. Їй довелося пройти крізь стрій, але вона вижила, ставши єдиною людиною, котра зуміла це зробити. Потім вона билася з Гераклом у надії, що його голова поверне їй армію. Невдача у сутичці призвела до того, що Зевсів син відмовився вбивати Ксену: «вбивство — це не єдиний спосіб довести світу, що ти — воїн». Натхненна прикладом Геракла, його духовністю і тим, що, втративши сім'ю, він не повернув на бік зла, Ксена вирішила приєднатися до нього і битися проти своєї колишньої армії. Геракл сказав їй, що добро є і в її серці. Вона провела з ним кілька днів і почала свій шлях заново, спокутуючи минуле.
Усвідомивши незабаром болісність спокути, Ксена була готова повністю відмовитися від свого воєнного минулого. Вона зняла обладунки та зброю з наміром закопати їх у землю, як прямо перед нею банда розбійників атакувала групу селян. Серед селян була дівчина Габрієль (пізніше її стали звати войовничим бардом з Потідеї (англ. Battling Bard of Potidaea)). Ксена врятувала селян, і Габрієль, вражена її здібностями, зуміла переконати Ксену взяти її з собою. Незабаром вони стали найкращими подругами та бойовими посестрами. Ксена також помирилася з матір'ю, Сиреною. Познайомилася з Аресом, який знав її відтоді, як вона стала воєначальницею. Він постійно переслідував її, маючи намір здобути її кохання, але все ж частіше виявлявся супротивником, а не другом.
Наступне життя Ксени сповнене багатьма трагедіями. Її син Солан, який не знав про те, що вона — його мати, помер від рук демонічної дочки Габріель Надії (англ. Hope), якій допомогла тоді ще смертна супротивниця Ксени Калісто, воїтелька, одержима помстою Ксені за зруйнуваня її селища Кірру та вбивство її сім'ї.
Ксена не раз майже втрачала Габріель і, урешті, їх розіп'ли римляни в день березневих ід — день смерті Цезаря, — але пізніше, із духовною допомогою Калісто, яка стала ангелом, її оживив містик Ілай. Єва, чудове дитя, дароване Ксені після її воскресіння (зусиллями Калісто), мала б принести своїм народженням Сутінки олімпійських богів. Для того, щоб урятуватися від переслідування богів, Ксена і Габрієль спробували сфальсифікувати власну смерть, випивши сльози Селести, богині смерті та сестри Аїда. Їх плани порушив Арес, який поховав їх у крижаній печері, де вони проспали 25 років. За цей час Єва — удочерена римським патрицієм Октавіаном — виросла та стала Лівією, чемпіонкою Риму й безжалісною винищувачкою послідовників Ілая. Після свого повернення Ксена допомогла Лівії розкаятися, і та стала посланницею Ілая. Після хрещення Єви Ксена була нагороджена силою вбивати богів протягом часу, що її дочка житиме. Під час вирішальної сутички настали Сутінки, коли Ксена вбила більшість богів, щоб урятувати дочку, і сама була врятована Аресом, який віддав своє безсмертя для того, щоб зцілити помираючих Єву та Габрієль. Пізніше Ксена допомогла йому відновити його божественність.
Пошуки спокути для Ксени закінчились, коли вона віддала своє життя, щоб виправити несправедливість, скоєну нею багато років тому в Японії. Її дух, однак, усе ще поряд із Габрієль. Як казала просвітлена Найама, це всього лише одне з багатьох життів принцеси-воїна, але всі вони об'єднані одним: що б її не чекало попереду, Ксена завжди битиметься зі злом у всіх його проявах.
Ксена має трьох близнючок: Діана (принцеса), Мег (власниця таверни, пізніше одружилась з Джоксером) і Лея (жриця гестіанських незайманок).

## Воєнні здібності
Ксена здійснила за своє життя багато подвигів, які лежать за межами людського розуміння та дозволяють прирівнювати її до напівбогів. Вона, ймовірно, була наймогутнішою з усіх смертних, що коли-небудь жили на Землі (цілком імовірно, що причиною цьому стало те, що її справжнім батьком був Арес; ця лінія, однак, не отримала розвитку через їх романтичні стосунки з богом війни, що було б інцестом). Хоча Ксена й не володіла силою Геракла, вона могла лівою рукою вкладати воїнів, пробиватися крізь твердий лід, вибивати двері та знерухомлювати супротивників доторком. Найбільше її сила проявилась, коли вона дозволила заарештувати себе за злочин, якого не скоювала, у 6 серії 1 сезону «Відплата». Кілька чоловіків містечка ув'язнили її у клітці, скувавши руки й ноги, і заходилися лупцювати. Побиття, сукупно з Аресом, який вмовляв і підганяв її, дало поштовх найсильнішій люті та сплеску адреналіну. Ксена розірвала ланцюги і знесла з шарнірів двері одним ударом. Це єдиний раз, коли Ксена продемонструвала свої приголомшливі здібності, тож можна казати, що це було викликано вибором «Бийся чи помри!».
Ксена могла зневажити біль, наприклад, під час витягування стріли. Вона ігнорувала біль від вивихнутого плеча, поки Ефіні не нагадала їй про нього, і тоді Ксена вправила вивих, вдарившись плечем об стіну. Проте в ослабленому стані, як, наприклад, протягом розп'яття, ця особливість її організму не проявлялася. Ксена підвела своє тіло до піку фізичної форми. Вміло поєднуючи це з залізним характером, вона стала єдиною з воїнів, який пройшов крізь стрій, коли вона змушена була бігти без обладунків і зброї між двома лініями солдат, які били її хто чим міг. У завершальному епізоді серіалу Ксена продовжувала битися сама проти стотисячної армії, у той час як у неї було всаджено декілька стріл.
Попри те, що технічно Ксені було далеко до сил богів, вона з легкістю перестрибує високі перешкоди, ніби гравітації не існує, аж до висоти в 9 метрів. Одного разу вона стрибнула з води на вершину стіни замку, а іншого — від землі до верхівки дерева під неперервним обстрілом з лука. Лише в рідкісних випадках вона тікала від солдат, які оточили її. Таку здатність можна було порівняти з можливостями амазонок, що й зробила Ксена: в серії «Шлях» її спитали про її дивовижні стрибки, і вона відповіла, що цьому її навчили амазонки.
Ксена володіла незбагненною швидкістю та рефлексами. Вміла ловити ножі та стріли, а також уникати енергетичних ударів містичних супротивників. Також вона ловила свій шакрам, що, крім неї, могли повторити лише Калісто, Єва та Габрієль (освоїла прийом лише в фінальних серіях). Найбільшу швидкість пересування Ксена продемонструвала в серії «Вирок», коли в неї було випущено три стріли. Дві вона спіймала руками, третю — зубами. Майже будь-який об'єкт Ксена могла перетворити на зброю, від мечів і чобоса[невідомий термін] до власного волосся, шарфів, сковорідок і риби. В умовах битви Ксена зазвичай користувалася мечем, шакрамом, нагрудним кинджалом, який тримала під обладунками, та батогом.
Ксена була майстринею воєнних мистецтв. Юною вона з братом Лайкусом практикувалася в «битвах і грі на мечах» і перевершила його у певних речах. Після смерті Лайкуса Ксена кілька місяців вивчала бойові мистецтва під керівництвом М'Лайли. Вона досягла у майстерності таких висот, що змогла атакувати римських солдат зі зламаними ногами. Пізніше Ксена стикнулася з королевою амазонок Сайян, яка перемогла її під час першої зустрічі. Проте Сайян взяла Ксену під своє крило та навчила її амазонській техніці ведення бою і захисним стилям. Ці тренування дозволили Ксені вийти на новий рівень у битвах, і пізніше вона атакувала та знищила не тільки Сайян, а й усе плем'я амазонок. Є також свідчення, що Ксену навчав Арес між смертю Бораєса та її звернення до добра. Ксена набиралася досвіду та навичок після кожної сутички з достатньо сильним супротивником. Розглядаючи її бійцівський стиль, можна сказати, що Ксена використовувала суміш таких бойових мистецтв, як тхеквондо, айкідо та джіу-джитсу, кунг-фу, боксу, акробатики та мистецтва бою на мечах. Комбінувала все це, виробляючи власний непереможний стиль. Наприклад, у типовій рукопашній сутичці Ксена могла перейти від прямих боксерських ударів до китайського стилю, а потім застосувати тхеквондо. Використовуючи меч, захищалася витонченіше, використовуючи акробатичні трюки чи азійські стилі бою. Вражаюча в битві на землі, Ксена стає жахом для супротивника, коли злітає до неба. Найвидатнішим талантом Ксени є здатність поєднати її стрибки й акробатичні навички під час рукопашної, використовуючи копняки, «велосипедні» удари та можливість зробити сальто, ухиляючись від пошкоджень.
Бойове мистецтво Ксени допомагає їй битися з ворогами, які переважають її фізично: з богами, напівбогами, архангелами і демонами. У трилогії дебютного сезону «Геркулеса: Легендарні подорожі» вона вийшла проти Геракла і майже здолала його на початку сутички. Після того, як вона побила його руками й ногами та приголомшила акробатичними польотами, Ксена звалила Геракла на землю і приготувалася відрубати йому голову. Але Гераклові вдалося зупинити меча і здолати войовницю. Пізніше вона билася проти Ареса, у прем'єрній серії третього сезону «Фурії», і перемогла бога війни. У наступних епізодах Ксена також перемагала Ареса («Дежа вю», «Володар душ»). Одна з фурій, набувши зовнішності Ксени у прем'єрному епізоді 6 сезону, «Повернення додому», навіть сказала Аресові, який став смертним: «Ти був слабким супротивником навіть тоді, коли був богом!». В епізоді «Материнство» Ксена взяла гору над богинею мудрості та справедливої війни Афіною (яка перемогла Ареса у серії «Амфіполіс в облозі») та використала всі свої найкращі прийоми перш, ніж убити її. Пізніше Ксена перемогла архангела Михаїла і майже вбила його, але бог Ілай позбавив її сили вбивати ангелів. Попри це, Ксена виступила проти Одіна, короля північних богів, побивши його, щоб отримати Золоті Яблука. Ксена билася з Мефістофелем і Люцифером, коли вони були королями Пекла.

## Містичні та тимчасові сили
Засуджена в царстві Чін за наказом Мінг Т'єна до смерті, Ксена нарешті змогла досягнути повного внутрішнього просвітлення, щоб освоїти «ки» — сили її наставниці Лао Ма (різновид психокінетики, що дозволяє завдавати людині чи предмету потужний «удар» — викид енергії, що розбиває стіни та відкидає нападників). Після першої демонстрації вона, здавалося, вже не могла знову заволодіти цією силою. Проте приблизно два роки потому їй вдалося втримати силу на триваліший період після інтенсивного духовного спілкування з Као Сін, однією з дочок-близнючок Лао Ма. Вона зуміла використати силу, щоб обернути ворожу армію на камінь.
Від Алті Ксена перейняла здібності шаманки. Вона використовувала їх, коли перетинала Країну мертвих амазонок у пошуках Габріель (думаючи, що та мертва), і згодом з їх допомогою двічі билася з Алті, перебуваючи у стані трансу. Під час мандрів Індією Ксена та Габріель стикнулися з даршан (просвітленою, мудрою жінкою) Найамою, яка показала їм, як використовувати сили «Менді» за допомогою спеціальних татуювань, аби захопити та знищити Алті. Ксена змогла зробити це, створивши шакрам з чистої енергії Менді та скориставшись ним як зброєю, у той час як Габріель зв'язала Алті магічними мотузками з енергії світла. Це був єдиний раз, коли вони бачили подібну силу в дії, оскільки Найама була свого роду провідницею для неї.
Також в Індії Ксена спілкувалася з індуїстським богом Крішною, який допоміг їй у бою з Індраджітом, королем демонів. Після того, як Індражіт відрубав їй руки, Ксена вимовила ім'я Крішни, і він наповнив її своєю силою, надавши зовнішності індуїстської богині Калі, щоб здолати Індражіта.
У Скандинавії Ксена скористалася кільцем із золота Рейну, яке наділило її здібностями битися одночасно з Одіном, чудовиськом Ґренделем і з армією валькірій Одіна. Втім, наслідком цього вчинку (як і для кожного, хто не відмовився від кохання) сталася втрата того, що Ксена цінувала більше за все на світі. Її особистість і всі її спогади виявилися стерті, короткі спалахи пам'яті почалися лише рік потому, а повернула вона себе колишню лише знайшовши Габріель (та спала за містичною стіною вогню, спорудженою валькірією Брунгільдою, пройти через яку могла лише Ксена) і поцілувала її, щоб розбудити.
Ксена здатна вбивати богів та інших безсмертних, таких як ангели. Тоді, як звичайний меч або інша зброя пройшла б крізь бога, не викликавши кровотечі, Ксена володіла здатністю пробити цей «серпанок безсмертя» і змусити богів стікати кров'ю чи навіть вмерти. Цю силу їй дарували бог Ілай і архангел Михаїл після того, як Єва очистилася від своїх гріхів, аби Ксена змогла захистити свою дочку від Олімпійських богів, і сказали, що сила ця буде при ній, доки Єва житиме. Протягом цього часу Ксена набула слави як «убивця богів». Вона втратила цю силу приблизно два роки потому, коли спробувала спрямувати її проти архангела Михаїла, який маніпулював Євою в її самогубній місії для того, щоб змусити Ксену вбити безумного імператора Калігулу, який раптово здобув безсмертя.

## Ролі в історичних і міфічних подіях
Серіал надав Ксені (або її друзям і партнер(к)ам) центральну роль у багатьох подіях, історичних і міфічних. Поміж іншого вона:
- билася в Троянській війні на боці троянців;
- допомогла Давидові здолати велетня Голіафа (який був другом Ксени) та завдати поразки філістимлянам;
- допомогла Одіссеєві повернути його царство на Ітаці після повернення з Троянської війни;
- самотужки зупинила перську армію у Фермопілах;
- допомогла Боудіці розбити римлян на чолі з Юлієм Цезарем (у реальній історії Боудіка билася з римлянами через 100 років після смерті Цезаря і зазнала поразки);
- маніпулювала першим римським тріумвіратом, зігравши на конкуренції між Цезарем, Крассом і Помпеєм, спочатку для того, щоб звільнити раба-гала Веркінікса, а потім для того, щоб зупинити просування римських військ територією Греції;
- допомогла Брутові втілити в життя вбивство Цезаря;
- прикинулася Клеопатрою VII Єгипетською та перехитрила Марка Антонія, щоб допомогти Октавіану Августу здолати як Брута, так і самого Антонія, і захопити контроль над імперією (але лише після того, як переконалася, що Октавіан благородніший за обох своїх конкурентів);
- зрежисувала смерть безумного римського імператора Калігули;
- стикнулася з Марією і Йосифом, які везли немовлям Ісуса: Габрієль віддала їм свого віслюка, щоб вони змогли дістатися мети;
- застосувавши містичні сили, почерпнуті з книги Лао Ма, обернула ворожу армію на теракотові статуї.

Ксена (іноді й Габрієль) часто брала участь у різноманітних відкриттях і винаходах. Наприклад:
- відкриття та присвоєння назви сузір'ю Великої Ведмедиці;
- застосування електрики шляхом проведення її металевими частинами «повітряного змія» (або «літаючого шматка пергаменту»);
- відкриття непрямого масажу серця (коли серце пораненої Габрієль зупинилося, у горі Ксена кілька разів ударила її кулаком у груди, ожививши);
- заклала основу для Санта-Клауса, який приносить подарунки та спускається димоходом напередодні Різдва. В королівстві, де святкування зимового сонцестояння було заборонене, Габріель підштовхнула майстра іграшок на ім'я Сентікл прокрастися до сирітського будинку через димохід і віддати іграшки дітям на свято; у той час він був одягнений у червоне пальто.

Ксена також зіграла ключову роль у знищенні грецьких богів і в переході до генотеїзму (серіальна віра Ілая нагадує гностицизм). Серед послідовників Ілая Ксена була відома як «захисниця віри».

## Кохання та сексуальність
Сексуальність Ксени породила і породжує багато суперечок серед прихильників. Частина їх вважають Ксену бісексуальною. Хоча прямо про це не говориться, лише в деяких серіях натякається на гомосексуальні стосунки (субтекст) між Ксеною та Габрієль, їхні стосунки фендом трактував як лесбійські протягом усього серіалу. В інтерв'ю журналу «Lesbian News» через два роки після закінчення серіалу Люсі Лоулес сказала, що повірила в те, що вони були коханками, після фінального епізоду, коли Габрієль оживила Ксену, напоївши її водою зі свого рота. Також існують теорії про інші лесбійські зв'язки в минулому Ксени: з Лао Ма, з японською дівчинкою Акемі, яку Ксена викрала заради викупу, та з ученицею Алті на ім'я Анокін. Однак ці твердження не мають доказів.
Попри теорії про гомосексуальність Ксени, в серіалі показано виключно гетеросексуальні стосунки войовниці. Можливо, незабаром після того, як вона покинула Амфіполіс, Ксена побралася з воїном (згодом воєначальником) Петраклієм. У неї був короткий зв'язок із Цезарем до того, як він розіп'яв її, потім — з Бораєсом, їх стосунки тривали не менше року та закінчилися народженням дитини. Протягом цього часу вона стала протеже Ареса і, можливо, мала з ним секс. У трилогії «Геркулес: Легендарні подорожі», де Ксена з'явилася вперше, натякалось, що Ксена мала сексуальні контакти з кимось із чоловіків у своїй армії. Вона спокусила Іолая, щоб змусити його виступити проти Геракла. Після того, як Ксена змінилась і приєдналася до Геракла, вони недовго були разом, після чого вони залишилися друзями.
Коли вони з Габрієль тільки почали подорожувати разом, Ксена зустріла Маркуса, воїна і близького друга часів свого минулого. Під її впливом він віддав своє життя, щоб урятувати викрадену дівчину від смерті. Згодом йому дозволили на короткий термін повернутися з мертвих, аби об'єднатися з Ксеною та повернути Аїдові його шолом, що дає невидимість, і повернути злодія, що втік із підземного світу. Протягом цієї місії Маркус і Ксена провели разом ніч, але подальше відношення Ксени до нього є досить неоднозначним. Приблизно рік потому Ксена зустріла Одіссея у мандрах і завела з ним роман (імовірно, платонічний). Після повернення на Ітаку Ксена підштовхнула Одіссея до Пенелопи. В ролі Клеопатри спокушаючи Марка Антонія, Ксена, здавалося, щось відчула до нього, але змушена була вбити його, коли усвідомила, що він створював загрозу.
Незабаром після народження Єви Арес, який і раніше безуспішно залицявся до Ксени, спробував маніпулювати нею, кажучи про своє кохання і пропонуючи їй і дочці захист від решти богів. Ксена відхилила пропозицію, вважаючи її пасткою, але скористалась допомогою Ареса у боротьбі проти Афіни. Після того, як він пожертвував своїм безсмертям, аби врятувати Ксену від загибелі, вона допомогла йому смертному. В 1 епізоді 6 сезону «Повернення додому» двоє розділили щирий поцілунок, але Ксена сказала Аресові, що вони не можуть бути разом. «Ти завжди добивався мене. Але ти був занадто поганим для мене, Аресе; і ти все ще такий». На запитання Ареса, чи є у нього хоча б один шанс із тисячі, вона відповіла — скоріше на мільярд. «І все ж він є». Врешті Ксена відновила божественність Ареса, і вони ледь не повернулися до суперництва ворогів, коли він спробував почати війну між амазонками та римлянами, підставивши під удар Єву, але маніпуляції Ареса у цьому випадку не були спрямовані на Ксену. Єва випадково потрапляє до його сценарію, і коли він говорить, що «Вона прийшла зі власної волі», Ксена вірить йому.

## Ксена та релігія
Відношення Ксени до релігії протягом усього серіалу є неоднозначним.
Ксена зіграла ключову роль у знищенні грецьких богів і в переході до генотеїзму (серіальна віра Ілая нагадує гностицизм). Серед послідовників Ілая Ксена була відома як «захисниця віри». Своїм другим шакрамом вона могла убивати богів, потім цієї здібності позбавилася. В цілому Ксена перейняла деякі положення вчення Ілая.

## Ксена в астрономії
Ім'я Ксени деякий час неофіційно мав виявлений 5 січня 2005 року транснептуновий об'єкт, найбільший у поясі Койпера. Під час реєстрації відкриття об'єкту було присвоєно тимчасове позначення 2003 UB313. 2003 UB313 виявився настільки незвичайним, що виникла пауза, під час якої вирішувалося, до якої категорії космічних тіл його віднести. У цей період у ЗМІ та астрономічної громадськості за об'єктом затвердилася назва Ксена (англ. Xena) на честь головної героїни серіалу «Ксена: принцеса-воїн». Коли 10 вересня 2005 року у 2003 UB313 було виявлено супутник, за ним закріпилася назва Габрієль.
За словами Майка Брауна, одного з відкривачів планети: "Проте, урешті-решт, гору взяла традиція називати великі об'єкти Сонячної системи іменами богів із греко-римської міфології, і 13 вересня 2006 року нова карликова планета була названа Еридою — на честь грецької богині розбрату, а супутник Дизномією на честь доньки Ериди — богині беззаконня".